# 선화로 (익산시)
선화로(Seonhwa-ro)는 전북특별자치도 익산시 오산면에서 익산시 부송동을 잇는 104.5km 도로이다.

## 주요 경유지
전북특별자치도
- 익산시 (오산면 . 모현동 . 남중동 . 마동 . 영등동 . 팔봉동 . 삼성동 . 부송동)

## 노선
| 이름               | 접속 노선                 | 소재지         | 소재지         | 비고           |
| 선화2로와 직결     | 선화2로와 직결            | 선화2로와 직결 | 선화2로와 직결 | 선화2로와 직결 |
| ------------------ | ------------------------- | -------------- | -------------- | -------------- |
| (교차로 이름 미상) | 국도 제23호선 (무왕로)    | 익산시         | 오산면         |                |
| 모현대교           |                           | 익산시         | 모현동         |                |
| 모현사거리         | 익산대로                  | 익산시         | 남중동         |                |
| 상공회의소사거리   | 인북로                    | 익산시         | 남중동         |                |
| 전북대오거리       | 선화1로                   | 익산시         | 마동           |                |
| 동부시장오거리     | 고봉로 인북로32길         | 익산시         | 마동           |                |
| 귀금속사거리       | 보석로                    | 익산시         | 영등동         |                |
| 1공단사거리        | 약촌로                    | 익산시         | 팔봉동         |                |
| 중앙체육공원사거리 | 하나로                    | 익산시         | 팔봉동         |                |
| 2공단사거리        | 석암로 부송로             | 익산시         | 팔봉동         |                |
| 원팔봉사거리       | 지방도 제720호선 (무왕로) | 익산시         | 삼성동         |                |
| (이름없음)         | 무왕로31길                | 익산시         | 삼성동         |                |

## 주요 건물 및 시설
- 롯데시네마익산모현 (선화로 77/모현동1가 876)
- LG유플러스모현동사거리점 (선화로 89/모현동1가 337-8)
- LG베스트샆 모현점(선화로 105/모현동1가 456-17)
- 스타벅스익산모현점 (선화로 106/모현동1가 320)
- 현대오일뱅크직영 무궁화셀프주유소 (선화로 128/모현동1가 292)
- 우리신협모현지점 (선화로 137/모현동 186-19)
- 현대자동차익산중앙대리점 (선화로 137/모현동 186-19)(
- 드림자동차서비스 (선화로 187/남중동 202-18)
- 평화디딤돌지역아동센터 (선화로 188/남중동 476-32)
- S-OIL구도일주유소 삼성 (선화로 265/남중동 99-4)
- CU익산오거리점 (선화로 333/영등동 548-60)
- GS칼텍스그린주유소 (선화로 361/영등동 252-51)
- 보석카센터 (선화로 367/영등동 215-59)
- 실로암사랑요양병원 (선화로 389/영등동 224-4)
- 하나은행익산공단지점 (선화로 418/신흥동 740-8)
- 공단119안전센터 (선화로 429/영등동 191-46)
- 스피드메이트 한신점 (선화로 514/신흥동 400-14)
- SK에너지한신주유소 (선화로 516/신흥동 400-14)
- 한국폴리텍대학익산캠퍼스 (선화로 579/어양동 16)
- 남성동창회관 (선화로 582/신흥동 377-1)
- 현대오일뱅크행복한주유소 (선화로 601/어양동 19-11)
- 기아오토큐 어양점 (선화로 607/어양동 19-13)
- SK에너지동아주유소 (선화로 655/부송동 237-12)
- 엔크린카서버스 (선화로 655/부송동 237-12)
- 경동택배 익산부송204 (선화로 753/산 203-9)
- 익산문화체육센터 (선화로 823/부송동 157-121)
- 익산시신재생자원센터 (선화로 823/부송동 157-121)
- 삼성어린이집 (선화로 876/부송동 132-27)